# Alexander Szymanowski
Alexander Szymanowski (* 13. Oktober 1988 in Buenos Aires) ist ein argentinisch-polnischer Fußballspieler.

## Karriere
Szymanowski begann seine Karriere in Spanien bei der UD San Sebastián de los Reyes. 2011 wechselte er zum Drittligisten RSD Alcalá. 2012 wechselte er zum Zweitligisten Recreativo Huelva. Sein Debüt gab er am 2. Spieltag 2012/13 gegen den CD Mirandés. Im August 2013 wurde er nach Dänemark an den Brøndby IF verliehen. Sein Ligadebüt gab er am 8. Spieltag 2013/14 gegen den Odense BK. 2014 wurde er fest verpflichtet. 2015 kehrte er nach Spanien zum CD Leganés zurück.